# Römisches Kaisermedaillon
Das Römische Kaisermedaillon ist eine Auszeichnung, die von der Stadt Mainz verliehen wird.

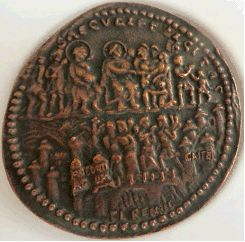
Das Römische Kaisermedaillon der Stadt Mainz

Im Rahmen der Auszeichnung wird eine Nachbildung des wohl 297 n. Chr. entstandenen Lyoner Bleimedaillons  mit der ältesten bekannten bildlichen Darstellung der in römischer Zeit Mogontiacum genannten Stadt übergeben. Die Auszeichnung wird in unregelmäßigen Abständen an Personen verliehen, die sich um die Erforschung der Kulturgeschichte der Stadt Mainz besondere Verdienste erworben haben.

## Inhaber des Römischen Kaisermedaillons
- 1970: Marie Böckel-Grosch[1]
- 1976: Paul Walter Jacob[2]
- 1980: Heinz Gehrmann[3]
- 1982: Jürgen Jughard[4]
- 1987: Werner Hanfgarn[5]
- 1994: Fritz Diehl[6]
- 2000: Helmut Mathy[7]
- 2006: Friedrich Schütz[8]
- 2007: Fee Fleck[9]
- 2008: Franz Dumont[10]
- 2011: Hans-Jürgen Kotzur[11]
- 2015: Hedwig Brüchert[12]